# Нкосі Джонсон
Нкосі Джонсон (імʼя при народженні Холані Нкосі (Xolani Nkosi); 4 лютого 1989 р. — 1 червня 2001 р.) — південноафриканський хлопчик із ВІЛ/СНІД, котрий виплинув на суспільне сприйняття епідемії ВІЛ/СНІД та її наслідки. Помер у віці 12 років. Його імʼя є пʼятим у переліку ста найвидатніших південноафриканців. Станом на 2001 рік він мав найдовшу тривалість життя серед дітей, що мали ВІЛ від народження.
Нкосі народився у Нонлангла Дафни Нкосі в селі поблизу Данхаузера у 1989 році.  Він ніколи не знав свого батька. Нкосі був ВІЛ-позитивним з народження. Коли його власна мати, знесилена хворобою, вже не змогла доглядати за ним, його усиновив Гейл Джонсон, фахівець із звʼязків з громадськістю з Йоганнесбургу. 
Молодий Нкосі Джонсон вперше привернув увагу громадськості в 1997 році, коли початкова школа в Мельвілі, передмісті Йоханнесбурга, відмовилася прийняти його учнем через ВІЛ-позитивний статус. Інцидент викликав скандал на найвищому політичному рівні — Конституція Південної Африки забороняє дискримінацію за медичним статусом — і школа пізніше скасувала своє рішення. 
Біологічна мати Нкосі померла від ВІЛ/СНІДу в той самий рік, коли він пішов до школи. Його власний стан з часом стабільно погіршувався, хоча за допомогою медикаментів та лікування він зміг вести досить активне життя в школі та вдома. 

Нкосі був головним доповідачем на 13-й Міжнародній конференції зі СНІДу, де він закликав людей із ВІЛ / СНІДом бути відкритими щодо цієї хвороби та домагатися рівного лікування. Нкосі закінчив свою промову словами:  
 «Дбайте про нас і приймайте нас — ми всі люди. Ми нормальні. У нас є руки. У нас є ноги. Ми можемо ходити, ми можемо говорити, у нас є потреби, як і всі інші  — не бійтеся нас — ми всі однакові!» 
Нельсон Мандела назвав Нкосі «зразком боротьби за життя». 
Разом зі своєю прийомною матірʼю Нкосі заснував притулок для ВІЛ-позитивних матерів та їхніх дітей, Nkosiʼs Haven (Пристань Нкосі), в Йоганнесбурзі. У листопаді 2005 року Гейл представляв Нкосі, котрому посмертно вручив Міжнародну дитячу премію миру Михайло Горбачов .  Nkosiʼs Haven отримав премію в розмірі 100 000 доларів США від Фонду KidsRights . 
Нкосі похований на кладовищі Вестпарк в Йоганнесбурзі. 

## Спадщина
- Життя Нкосі є темою книги «Ми всі однакові», автор Джим Вутен . [9]
- Поет М. К. Асанте присвятив свою книгу 2005 року «Гарно. І огидно теж» Нкосі. У книзі також є вірш під назвою «Дух Нкосі Джонсона». [10]
- Пісню під назвою «Зроби все, що ти можеш» з підзаголовком «пісня Нкосі» було записано духовною музичною групою Devotion.
- Слова Нкосі у червні 2001 року надихнули NALEDi на пісню «Ми всі однакові». Цю пісню було записано і випущено в альбомі 2003 року In The Rain .
- У головному офісі CAFCASS департаменту освіти та навичок у Лондоні є зал для нарад імені Джонсона.
- Університет Стелленбоша має резиденцію, названу на його честь у медичному містечку в Тигерберзі .
- У 2020 році Google розмістив дудл на його честь.

## Зовнішні посилання
- Біографія та виступ, зроблені Нкосі під час конференції зі СНІДу [Архівовано 4 лютого 2020 у Wayback Machine.]